# 维亚佐沃耶农村居民点 (普洛霍罗夫卡区)
维亚佐沃耶农村居民点（俄语：Вязовское сельское поселение）是俄罗斯联邦别尔哥罗德州普洛霍罗夫卡区所属的一个农村居民点。其下辖有2个居民点，行政中心为维亚佐沃耶。据2016年统计，该农村居民点的人口为769人。